# Булавицький Яків Іванович
Булавицький Яків Іванович (нар. 1 березня 1973, місто Миколаїв) — український живописець, іконописець. Син відомого українського графіка, живописця та скульптора Булавицького Івана Яковича.

## Біографія
Яків Булавицький народився 1 березня 1973 року в місті Миколаєві. Закінчив художню школу. Освіту здобував в Одеському художньому училищі і Національній художній Академії в місті Софії на факультеті витонченого мистецтва за спеціальністю «живописець».
З 1994 року член Національної спілки художників України. Яків Булавицький був стипендіатом Міжнародного фонду ім. Кирила і Мефодія у 1991–1993 роках, стипендіат (1994–1995) та дипломант (1996) Всеукраїнського конкурсу «Нові імена України», лауреат Всеукраїнського фестивалю мистецтв «Перлини сезону—97» у номінації «Образотворче мистецтво». Отримав диплом і I премію за серію робіт «Велике Сонце Скіфії» у 1998 році та диплом і II премію в міському конкурсі «Молоде ім'я року» у 1999.
У липні 2006 року, у переобладнаній власній квартирі, родина Булавицьких створила іменну арт-галерею «Апрель-В». Її відкриття розпочалося з презентації нового проекту Якова Булавицького «Індіанці й українці».. Сьогодні роботи Якова знаходяться в Миколаївському художньому музеї ім. В. В. Верещагіна, в Національному художньому музеї в Києві, у приватних колекціях України та за кордоном, в колекціях фірм і банків міста Миколаєва.

## Виставки та проекти

### «Потьомкінські мар'яжі»
«Потьомкінські мар'яжі» — мультимедійний проєкт Якова Булавицького, присвячений миколаївським жінкам. Слово «мар'яж» є двозначним і в перекладі з французької означає «шлюб» або «особливий вид карткової гри, ворожіння на картах». Натхнення для виставки автор почерпнув зі старої миколаївської легенди про те, як князь Потьомкін в часи, коли місто тільки почало зароджуватись, розставив в один ряд чоловіків, які працювали на Інгульській верфі, а в інший — привезених звідусюди красивих наречених. За командою вони мали вибрати собі дівчат, які їм сподобались, а священик тут-же вінчав їх. Про те, як жилося тим жінкам, ніхто не думав, адже можновладцям потрібно було зберегти тільки що закладену судноверф, так необхідну для будівництва військового флоту Росії, побудувати місто. Жінки в цьому будівництві виявилися цементуючим розчином. Головна ідея виставки: спроба підняти проблему жіночої ідентичності в Миколаєві та вплив на ідентичність історичного та культурного минулого міста.

### «Гламур тужур»
«Гламур тужур» або «Гламур назавжди» — виставка Якова Булавицького, вперше представлена в Миколаєві в галереї «Апрель-В». На презентації в Києві проєкт допрацювали мистецтвознавчим супроводом Олександри Філоненко та відеофільмом, який знімали в трьох гламурних клубах. У роботах Якова переважають золоті фарби — багато золота і атрибути того, що сьогодні вважають гламуром: багаті дівчата, маса мобільних телефонів, лисі кішки-сфінкси. Також, крім олійних фарб, художник використав золоту фольгу.

### «Конфеті для Героя»
У проекті «Конфеті для Героя» Яків Булавицький піддає художньому аналізу феномен масової культури та телебачення як її найбільш яскравого прояву, а також свою «заморочену» телевізійною квазіреальністю свідомість. Роботи, які представлені в проекті, діляться на дві групи: у першій художник звертається до естетики старої фотографії, у другій — до телевізійної реальності, що створює ефект певної архаїчності та «застою» для першої групи і яскравості, динамічності для другої.

## Основні твори
- «Балканський рух» (1993)
- «Каміння магії» (1994)
- «Більше наснаги» (2006)
- «Орест-соняшник» (2006)

## Публікації
- За чудом — к художнику: [про творчість Якова Булавицького] / Катерина Наточа // Вечерний Николаев. — 2012. — № 146 (20 грудня) . — С. 5. : фото. (рос.)
- Смотрите, мужчины, в оба…[недоступне посилання з серпня 2019] / Катерина Наточа // Вечерний Николаев. — 2008. — № 108 (25 вересня). — С. 4. (рос.)
- Навколо гламуру: [про виставку миколаївського художника Я. Булавицького] / С. Змієвський // Культура і життя. — 2009. — № 3 — 4 (28 січня). — C. 11
- Наколдуй себе судьбу: [презентація нового проекту Якова Булавицького в галереї Булавицьких]/ Л. Костюк //Южная правда. — 2006. — № 77 (13 червня). — С. 1. (рос.)
- В галерее «Апрель В»: [презентація нової іменної арт-галереї сім'ї художників Булавицьких]/ Катерина Наточа // Вечерний Николаев.- 2006. — № 83 (18 липня). — С. 3. (рос.)
- Венеция вдохновила: [Іван Булавицький на 51-ій Венеціанській бієнале] / Катерина Наточа //Вечерний Николаев. — 2005. — 12 липня. — С. 4. (рос.)
- Когда фамилия звучит: [відкриття фамільної галереї Булавицьких] / Катерина Наточа // Вечерний Николаев. — 2006. — № 71 (20 червня). — С. 2. (рос.)
- Николаевский гламур покоряет столицу / Катерина Наточа // Вечерний Николаев. — 2008. — № 9 (26 січня). — С. 1. (рос.)
- Неординарное дарование / Е. Никанорова // Вечерний Николаев. — 1997. — 15 березня (рос.)
- «Точка Архимеда» Якова Булавицкого / В. Полянская // Вечерний Николаев. — 2000. — 10 серпня (рос.)
- Иван и Яков, отец и сын: творческая мастерская: крещение советом / С. Росляков // Вечерний Николаев. — 1995. — 8 квітня (рос.)
- В николаевской галерее на Спасской заговорили о гламуре: [виставка картин Якова Булавицького] / А. Савочкина // Николаевские новости. — 2008. — № 83 (9 липня). — С. 2. (рос.)
- Художник в храме / К. Терина //Вечерний Николаев. −1998. — 16 липня (рос.)